# Isole Brechovskie
Le isole Brechovskie (in russo Бреховские острова) sono un gruppo di isole della Russia situate nel delta dello Enisej. Amministrativamente appartengono al Tajmyrskij rajon del Territorio di Krasnojarsk, nel Circondario federale della Siberia. Le isole hanno preso il nome dalla famiglia Brechov, che commerciava sulle isole all'inizio del XVIII secolo.
Nel 1994, le isole sono state incluse nell'elenco delle zone umide di importanza internazionale della Convenzione di Ramsar. Nel 1999, è stata creata sul territorio la riserva naturale «Isole Brechovskie» che comprende le isole del delta del fiume Enisej, gli affluenti, le paludi e li aghi. L'area totale della riserva è di 288,5 mila ettari.
Sul territorio delle isole e nelle vicinanze vicono tre diverse etnie indigene: i Dolgani, i Nenci e gli Enci. La popolazione totale è di circa 5000 persone. Le principali aree dell'economia locale nella regione sono l'allevamento delle renne, la pesca e la caccia invernale alla volpe. All'interno delle pianure alluvionali di fiumi e isole, la pesca è di primaria importanza.

## Geografia
Le Brechovskie si trovano nella parte meridionale del golfo dello Enisej. L'intero gruppo di isole, di diverse dimensioni e separate da canali, forma una pianura paludosa, con un'altezza massima di 10 m, disseminata di numerosi piccoli laghi  e con un'area di 14 000 km². I contorni delle isole e dei canali cambiano notevolmente di anno in anno.

### Fauna
Più di 100 specie di uccelli vivono sulle isole, tra cui alcune specie rare e protette: la strolaga beccogiallo, l'aquila di mare coda bianca, il falco pellegrino, il cigno di Bewick, l'oca collorosso e l'oca lombardella minore.  La foce dello Enisej presenta una grande abbondanza di pesci tra cui lo storione siberiano.